# Christiane Scrivener
Christiane Scrivener   (Mülhausen, 1 de setembre de 1925 - Boulogne-Billancourt, 8 d'abril de 2024) va ser una política francesa que fou membre de la Comissió Delors entre 1989 i 1995.

## Biografia
Membre del Partit Republicà (PR) engegat per Valéry Giscard d'Estaing, l'any 1976 fou nomenada pel primer ministre de França Jacques Chirac Secretària d'Estat de comerç i protecció al consumidor, càrrec que va mantenir sota la direcció de Raymond Barre i que ocupà fins al 1978. Va encapçalar diversos canvis legislatius, inclosa una llei per a protegir la informació dels consumidors sobre els productes i serveis l'any 1978), coneguda amb el nom de «llei Scrivener».
El 1979 fou escollida eurodiputada al Parlament Europeu en les primeres eleccions europees, càrrec que va mantenir fins al 1984. Posteriorment, l'any 1989 fou escollida Comissària Europea en la Comissió Delors II, fent-se càrrec de la cartera de Fiscalitat i Unió Duanera, cartera que va mantenir en la formació de la Comissió Delors III, a la qual se li afegí la cartera d'Assumptes dels Consumidors.